# 平賀哲雄
平賀 哲雄（ひらが てつお、1977年12月15日 - ）は、日本の音楽ライター/編集者、司会者、インタビュアー。1999年に音楽情報WEBサイト「hotexpress」を立ち上げ、2012年より「Billboard JAPAN.com」で活動。小室哲哉、安室奈美恵、中島美嘉、大塚愛、Do As Infinity、モーニング娘。、BiS、BiSH、SuGなど様々なアーティストのイベントや番組の司会、解説も担当。フジテレビ系『バイキング』での安室奈美恵引退についての解説は注目を集めた。TM NETWORK、PANDORA、熊木杏里、田村芽実などのCDブックレットでオフィシャルインタビューも務めている。

## 概要
1999年に音楽情報サイト「hotexpress」を立ち上げ、2012年より「Billboard JAPAN.com」へ。これまで数多くのアーティスト/ミュージシャンのインタビューを担当してきている。
2017年には、TM NETWORKの「GET WILD」30周年記念アルバム『GET WILD SONG MAFIA』にて、小室哲哉、宇都宮隆、木根尚登再集結インタビュー、作詞を手掛けた小室みつ子のインタビューがブックレットに掲載。また、小室哲哉引退発表直後に発売されたPANDORAのアルバムでもブックレットインタビューを担当した。
同年夏には、NHKによる安室奈美恵25周年特番『安室奈美恵三昧』にて解説として出演。秋にも同局の安室奈美恵特集で解説を務めた。また、2018年6月には沖縄で『安室奈美恵を語る会』の企画及び司会進行を務め、同年9月にはAbemaTV安室奈美恵引退特番『安室奈美恵ミュージック総選挙』『安室奈美恵ライブアンコール』やフジテレビ『バイキング』安室奈美恵引退特集等でも解説として活躍した。
アイドルシーンにおいても活躍しており、モーニング娘。、アンジュルムなどハロー!プロジェクトの各グループ、BiS、BiSHなどWACKの各グループのインタビューを中心に活躍。季刊紙のインタビュー本IDOL AND READでは、2014年の創刊号より2018年の15号まで連続で多くのアイドルの生い立ちインタビューを担当した。また、2014年には、異端児フェスなるライブイベントを企画、解散直前のBiSと復帰直後のSuGによるアイドル×ヴィジュアル系対バンバトルをオーガナイズした。

## 人物
大の酒好き。実家は南橋本（神奈川県相模原市）にある「居酒屋じゃがいも」で、調理師の資格も持っているという。
自身のツイッターから得た情報によると、中高生時代には、クラスメイトとTM NETWORKのコピーバンド、TRUTHを結成。宇都宮隆役としてボーカルを担当していた。これがきっかけで小室哲哉や彼がプロデュースしてきたアーティストたち（小室ファミリー）にいたるまで敬愛するようになり、そのほとんどへのインタビューを実現している。なお、安室奈美恵はデビュー当初のテレビ出演、華原朋美は遠峯ありさという名前でアイドル活動していた時代からのファンであり、のちに小室哲哉がプロデュースする時系列であったという。
小室哲哉フリークであった影響から多くのエイベックス所属アーティストに取材。小室哲哉、TM NETWORK、安室奈美恵、OLIVIA、TRF、globe、DA PUMP、SPEED、hitomi、Every Little Thing、Do As Infinity、BoA、倖田來未、大塚愛、m-flo、misono、鈴木亜美、alan、girl next door、moumoon、安藤裕子、PANDORAなどのインタビューを実現しており、エイベックスによる毎夏恒例の夏フェスa-nationは毎年欠かさず取材している。
hotexpress時代から女性シンガーソングライターにも数多くインタビュー。自身の取材スタイルを確立させてくれたという熊木杏里との出逢いがきっかけだったようだ。また、00年代中盤~10年代序盤には日本のロックバンドにも傾倒。同世代である銀杏BOYZには多大な影響を受けており、BOOM BOOM SATELLITES、THE BACK HORN、ACIDMAN、サンボマスター、10-FEET、ストレイテナー、サカナクション、神聖かまってちゃんなどへのインタビューを敢行している。
2018年にZINE『FUCK and FUCK』に掲載されたインタビューによると、音楽や芸能に興味を持ったはじまりは長渕剛で、教室で主演ドラマ『とんぼ』のモノマネをよく披露していたという。また、他にも影響を受けた存在として、安室奈美恵、モーニング娘。、ボン・ジョヴィ、伊藤政則、玉置浩二、BiSなどの名前も挙げている。

## 主な活動

### インタビュー
- AI
- 愛内里菜
- access
- Akeboshi
- 浅川梨奈
- 浅倉大介
- ASIAN KUNG-FU GENERATION
- ACIDMAN
- arp
- 阿部芙蓉美
- 安倍なつみ
- 阿部真央
- alan
- THE ALFEE

（2017 THE ALFEE meets The KanLeKeeZ『あなたに贈る愛の歌』）
- 安室奈美恵

（2005『Queen of Hip-Pop』）
- 絢香
- アンジェラ・アキ
- アンジュルム
- 安藤裕子
- 家入レオ
- いきものがかり
- 泉谷しげる

（2017『泉谷しげるの新世界「アート オブ ライブ」』）
- 市川由衣
- 稲垣潤一
- INORAN
- HY
- Especia
- Every Little Thing
- m-flo
- EMPiRE
- 大塚愛
- 大原櫻子
- 荻野目洋子
- 織田哲郎
- 小谷美紗子
- OLIVIA
- GARNET CROW
- 華原朋美
- 川嶋あい
- 木村カエラ
- GANG PARADE
- 杏子
- キリンジ
- 久保田利伸
- 熊木杏里
- 倉木麻衣
- 倉橋ヨエコ
- GRAPEVINE
- globe
- 倖田來未
- 小室哲哉

（2013『DEBF3』、2015 globe『Remode 1』、2016 globe『Remode 2』、2017『JOBS#1』、2017 AbemaTV『TK MUSIC FRESH! by AWA』...etc）
- 斉藤和義
- サカナクション
- SuG
- 佐藤タイジ
- サンボマスター
- シアターブルック
- GEM
- 柴田淳
- 下地勇
- 神聖かまってちゃん
- SHAKALABBITS
- JUJU
- Juice=Juice
- 少年ナイフ
- 水曜日のカンパネラ
- スガシカオ
- スキマスイッチ
- SCANDAL
- School Food Punishment
- 鈴木亜美
- 菅田将暉
- SPEED
- ZONE
- 高畑充希
- 高見沢俊彦

（2016【真夏の夜の夢 : Takamiy 3Days】）
- 安全地帯

（2010『安全地帯 HITS』）
- DA PUMP
- DOUBLE
- 玉置浩二
- たむらぱん
- 多和田えみ
- 土屋アンナ
- TRF
- TM NETWORK
- 傳田真央
- 10-FEET
- 東京パフォーマンスドール
- 中島美嘉
- 中田ヤスタカ
- 中村雅俊
- 虹のコンキスタドール
- 元ちとせ
- 野宮真貴
- 秦基博
- THE BACK HORN
- 原田真二
- BEGIN
- BiS
- BiSH
- 一青窈
- 平原綾香
- ファンキー加藤
- FUNKY MONKEY BABYS
- 福原美穂
- THE BOOM
- the brilliant green
- BOOM BOOM SATELLITES
- ベッキー
- BoA
- 布袋寅泰
- BONNIE PINK
- ポルノグラフィティ
- MY LITTLE LOVER
- 松浦亜弥
- MAX
- misono
- MICHI
- 宮沢和史
- MINMI
- moumoon
- MEG
- メロン記念日
- 持田香織
- モーニング娘。
- MONKEY MAJIK
- 矢口真里
- YUI
- 吉澤嘉代子
- Raphael
- LOVE PSYCHEDELICO
- 和田アキ子
- 渡辺美里

など。

### 司会
- AZU×蒼井そら
- 安室奈美恵
- 大塚愛
- GARNET CROW
- GANG PARADE
- 小室哲哉
- SuG
- sleepyhead
- たむらぱん
- TRF
- Do As Infinity[11]
- 中島美嘉[12]
- BiS[13]
- BiSH
- 平野綾[14]
- ハナエ[15]

など。